# Ututo
UTUTO es una distribución del sistema operativo GNU, que usaba su propio núcleo Linux Libre. El nombre hace referencia a una especie de lagartija (Homonota borelli, Gekkonidae) del norte de Argentina. Se compila usando los "ebuilds" y el software "emerge" de Gentoo Linux.
Ututo fue la primera distribución reconocida como totalmente libre por el Proyecto GNU. El proyecto se dejó de actualizar el 1 de diciembre de 2013y comenzó nuevamente a actualizarse con un nuevo equipo de usuarios y una comunidad creciente a partir de enero de 2024 

## Historia
Su primera versión, grabada masivamente por primera vez en octubre del año 2000 en Argentina por Diego Saravia de la Universidad Nacional de Salta, era muy simple de utilizar y funcionaba desde el CD-ROM sin necesidad de instalación, forma de distribuir un sistema operativo conocida como CD vivo. UTUTO fue una de las primeras distribuciones GNU/Linux en CD vivo[cita requerida].
En el año 2002 se creó UTUTO-R, que ofrecía la posibilidad de operar como un enrutador de redes. Esta versión la creó Marcos Zapata y se instaló, entre otros lugares, en las escuelas públicas de la ciudad de Buenos Aires.
En el año 2004 nació el proyecto UTUTO-e, que es el derivado más importante de UTUTO. Luego se convertiría en el Proyecto UTUTO como gestor de proyectos basados en software libre y la distribución recibiría el nombre de UTUTO XS.
El 27 de octubre de 2006, la Cámara de Diputados de la Nación Argentina declaró el proyecto UTUTO de Interés Nacional.
La última versión de Ututo data del 2017, aunque usuarios reportaron la posibilidad de descargar versiones antiguas.
A partir de enero del 2024, con un nuevo equipo ha comenzado a trabajar en la versión Ututo 11, estableciendo que a partir de dicha versión la misma se identificaran con números enteros.

## Características
UTUTO-e es un proyecto de desarrollo de software libre.
Este proyecto fue iniciado por Daniel Olivera y las personas que colaboran en el proyecto son quienes desarrollan las actuales versiones de UTUTO, identificadas como UTUTO XS.
UTUTO XS se caracteriza por ser una distribución completamente libre, es decir, que no contiene programas no libres según la definición del Proyecto GNU. Esto le ganó el reconocimiento de Richard Stallman, fundador de GNU y de la "Fundación para el software libre", la cual actualmente aloja a UTUTO XS en sus servidores como una de sus distribuciones oficialmente recomendadas.
UTUTO está basado en Gentoo. UTUTO XS 2009 está disponible como DVD vivo (DVD auto ejecutable que incluye instalador), DVD solo de instalación, y CD "NetInstall" (para instalación a través de Internet), para las distintas arquitecturas. Incluye GNOME, KDE versión 4.1, y KDE versión 3.5, además de Icewm.
Al igual que otras distribuciones, todos los programas son compilados desde el código fuente. Esto permite optimizar todo el software instalado para cada procesador.
UTUTO XS genera todo el software optimizado para diferentes procesadores de la arquitectura x86, desde la versión 2005 también AMD Athlon de 64 bits, y en 2009 se incorporan  Atom y OLPC XO.
Esta premisa se cumple para los discos de instalación y el repositorio de paquetes binarios de la distribución.
Esta característica de optimización de software le permite ofrecer el rendimiento más alto posible en la interacción del sistema en el equipo informático donde se haya instalado.
La instalación de programas se realiza habitualmente mediante binarios, además de poder usar el sistema de compilación de Gentoo. Desde la versión XS 2007 se usa un nuevo gestor de paquetes llamado UTUTO-Get que fue desarrollado por Pablo Manuel Rizzo, miembro del equipo UTUTO, y además se incorpora más software gracias al cambio del sistema de compresión.